# Boris Borisovich Golitsyn

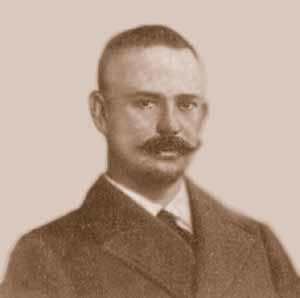
Boris Borisovich Golitsyn

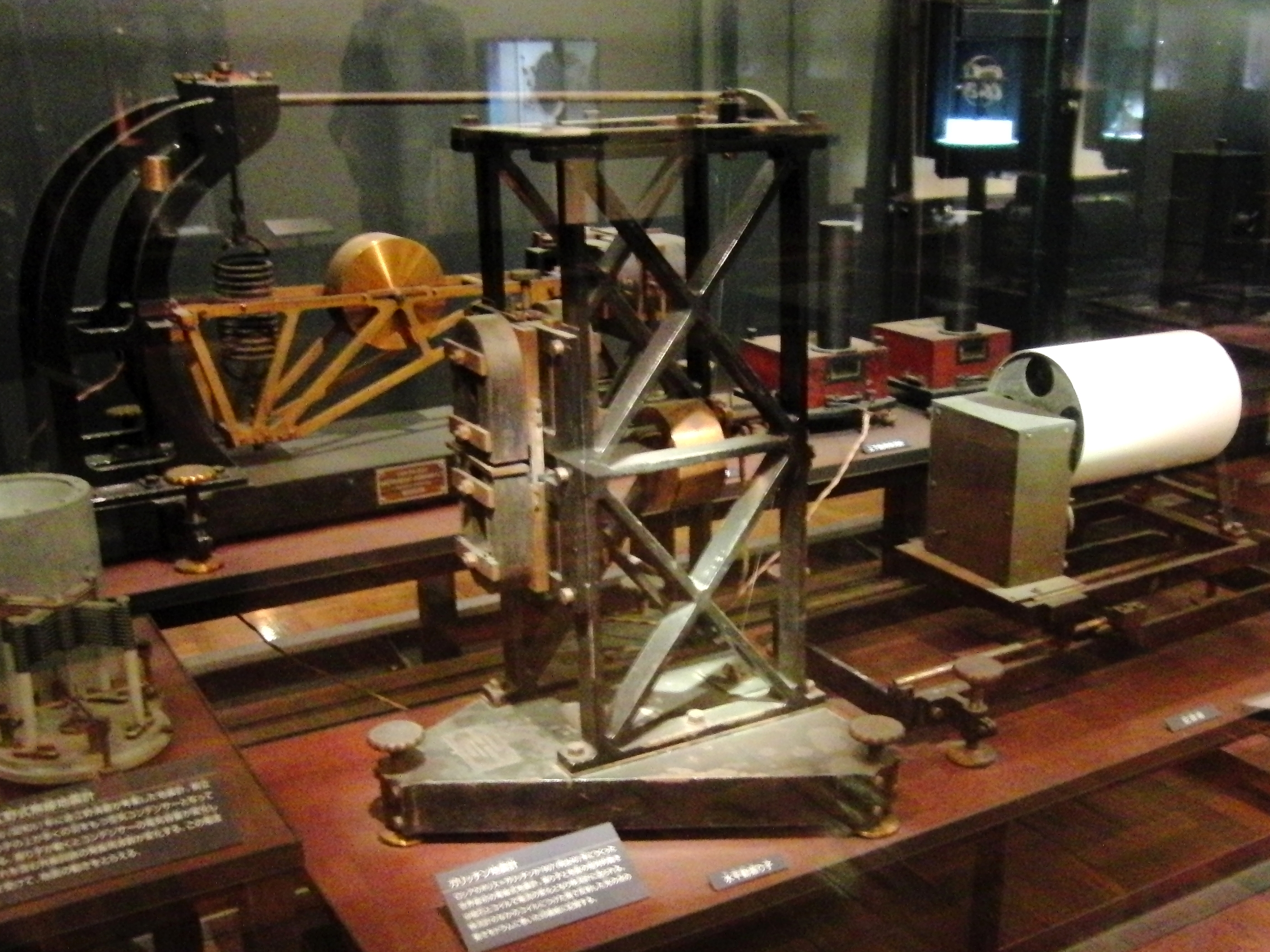
Sismógrafo de Golitsyn. Exibido no Museu Nacional de Ciência do Japão, Tóquio

O príncipe Boris Borisovich Golitsyn (São Petersburgo, 2 de março [Calend. juliano: 18 de fevereiro] 1862 – próximo a São Petersburgo, 17 de maio [Calend. juliano: 4 de maio] 1916 foi um físico russo, inventor do primeiro sismógrafo eletromagnético em 1906. Foi um dos fundadores da sismologia moderna. Em 1911 foi eleito presidente da Associação Internacional de Sismologia, atual Associação Internacional de Sismologia e Física do Interior da Terra.
Foi professor da Universidade de Tartu.
Foi palestrante plenário do Congresso Internacional de Matemáticos em Cambridge (1912). Foi membro da família Golitzin, distinta família nobre do Império Russo.